# Barbados v Grenada (1994)
Pe 27 ianuarie 1994 echipa națională de fotbal a Barbadosului și echipa națională de fotbal a Grenadei au jucat un meci între ele, contând pentru runda de calificare a Cupei Caraibelor 1994. Datorită regulilor imperfecte ale competiției, precum și poziției celor două echipe în clasament înaintea meciului, prin alternare a fost în interesul Barbadosului, apoi al Grenadei, să-și marcheze un autogol. Rezultatul a fost descris drept "unul din cele mai stranii meciuri din istoria fotbalului".
Organizatorii competiției au impus regula ca în toate meciurile trebuia să existe o echipă câștigătoare și meciul nu se putea termina la egalitate. În plus, ei au ales o variantă deosebită a regulii golului de aur, prin care primul gol marcat în prelungiri nu doar oferea victoria în meci, dar și conta ca două goluri. Scorul final al meciului a fost de 4−2 în favoarea Barbadosului, diferența finală de două goluri fiind realizată exact printr-un gol de aur marcat în prelungiri care a contat ca două goluri. Barbados a început meciul din postura de outsider, având nevoie să câștige la o diferență de cel puțin două goluri pentru a se califica la turneul final, în timp ce Grenada și printr-o înfrângere la limită rămânea lideră în grupă și se califica mai departe. La scorul de 2−1, Barbados și-a marcat intenționat un autogol pentru a trimite meciul în prelungiri, unde ei ar fi putut obține diferența de două goluri necesară, grație unei reguli neconvenționale a golului de aur.

## Context
Cupa Caraibelor 1994 a fost cea de a cincea ediție a Cupei Caraibelor și a avut loc în Trinidad și Tobago. Calificările s-au ținut în diferite alte locații din Caraibe, la începutul anului 1994. Barbados, Grenada și Puerto Rico au fost trase la sorți în Grupa 1. Organizatorii turneului au decis că orice meci care se termină la egalitate la finele celor 90 de minute regulamentare de joc trebuie să meargă în prelungiri, scorul final și învingătoarea meciului fiind stabilite printr-un gol de aur care conta cât două goluri. Pe 23 ianuarie, turneul de calificare din grupă a luat start în Barbados, echipa gazdă pierzând cu 0−1 în fața lui Puerto Rico. Două zile mai târziu, Grenada a învins Puerto Rico cu 2−0 printr-un gol de aur marcat în prelungiri, după ce în timpul regulamentar se înregistrase scor alb de 0–0. Această situație a pus Grenada într-o situație favorabilă în postura de lideră a grupei, cu trei puncte și un golveraj de +2 goluri. În ultimul meci al grupei urmau să se întâlnească Barbados și Grenada pe 27 ianuarie. Prin urmare, singura cale prin care Barbados se putea califica la turneul final, era să bată Grenada la o diferență de cel puțin două goluri.
Înainte de meci clasamentul grupei arăta astfel:
| Echipa      | MJ | V | E | Î | GM | GP | Dif. | Pct |
| ----------- | -- | - | - | - | -- | -- | ---- | --- |
| Grenada     | 1  | 1 | 0 | 0 | 2  | 0  | +2   | 3   |
| Puerto Rico | 2  | 1 | 0 | 1 | 1  | 2  | -1   | 3   |
| Barbados    | 1  | 0 | 0 | 1 | 0  | 1  | -1   | 0   |

| Barbados | 0–1 | Puerto Rico |
| -------- | --- | ----------- |
|          |     |             |

| Grenada | 2–0 (d.p.) | Puerto Rico |
| ------- | ---------- | ----------- |
|         |            |             |

## Meciul
Meciul s-a jucat pe Stadionul Național din Barbados, în Saint Michael.
Meciul a început normal, și Barbadosul a marcat două goluri, stabilind diferența de două goluri de care avea nevoie. În minutul '83, totuși, meciul s-a schimbat brusc atunci când Grenada a marcat un gol, reducând din handicap. Acest gol târziu ar fi calificat Grenada mai departe, dacă Barbadosul nu reușea să marcheze din nou. Barbados a încercat să marcheze în următoarele cinci minute, dar întrucât nu a reușit, echipa a schimbat strategia, și a decis să remizeze jocul pentru a-l trimite în prelungiri unde eventual ar fi marcat un gol de aur care le-ar fi asigurat diferența de două goluri necesară. Astfel, în minuutl 87, ei s-au oprit din atac, iar fundașul Sealy și portarul Horace Stoute au pasat mingea între ei ca mai apoi să marcheze intenționat un autogol.
Atunci când scorul meciului devenise 2–2, cu doar trei minute înainte de încheierea timpului regulamentar de joc, jucătorii grenadieni și-au dat seama de planul Barbadosului, și au realizat că se vor califica mai departe practic dacă marchează imediat un gol în oricare poartă. Aceasta a pus meciul într-o situație extrem de bizară, în care Grenada încerca să marcheze un gol în orice poartă, iar Barbadosul a ajuns în poziția de a apăra ambele porți. Timp de trei minute, jucătorii barbadieni au apărat cu succes ambele porți. Scorul a fost de 2−2, și meciul a intrat în prelungiri, unde "golul de aur" marcat ar fi contat dublu — iar dacă Barbadosul ar fi marcat o dată, se califica la Cupa Caraibelor 1994. Acest scenariu s-a și întâmplat, Barbadosul a marcat golul de aur și s-a calificat la turneul final.
Clasamentul final al grupei arată astfel:
| Echipa      | MJ | V | E | Î | GM | GP | Dif. | Pct |
| ----------- | -- | - | - | - | -- | -- | ---- | --- |
| Barbados    | 2  | 1 | 0 | 1 | 4  | 3  | +1   | 3   |
| Grenada     | 2  | 1 | 0 | 1 | 4  | 4  | 0    | 3   |
| Puerto Rico | 2  | 1 | 0 | 1 | 1  | 2  | -1   | 3   |

## Răspuns
Meciul nu a atras multă atenție, deși în Marea Britanie au fost publicate rapoarte în The Guardian și The Times. Lipsa unei atenții imediate asupra subiectului au contribuit la faptul ca meciul să fie considerat o legendă urbană din sport. Cazul a fost ulterior relatat într-o carte din 2005 „Sports Law”.
Într-o conferință de presă de după meci, antrenorul grenadian James Clarkson a spus:
"Mă simt trișat. Persoana care a venit cu această regulă trebuie să fie un candidat pentru casa de nebuni. Jocul nu ar trebui să ajungă să fie jucat într-o asemenea manieră cu atât de mulți jucători alergând confuz pe teren. Jucătorii noștri nici măcar nu știu în care direcție să atace: poarta noastră sau poarta lor (n.r. a Barbadosului). Nu am mai văzut așa ceva înainte. În fotbal, se presupune că trebuie să înscrii împotriva adversarilor pentru a câștiga, și nu pentru ei".
Această variație a regulei golului de aur a fost utilizată în cinci meciuri în calificările din 1994, iar apoi nu a mai fost folosită în Cupa Caraibelor.

## Post-meci
Barbadosul ulterior avea să se claseze pe locul 3 în Grupa A la Cupa Caraibelor 1994, după ce remizase cu Guadelupa și Dominica și a pierdut în fața echipei gazdă Trinidad și Tobago, care avea să câștige turneul.
| Echipa             | MJ | V | E | Î | GM | GP | Dif. | Pct |
| ------------------ | -- | - | - | - | -- | -- | ---- | --- |
| Trinidad și Tobago | 3  | 2 | 1 | 0 | 7  | 0  | +7   | 7   |
| Guadelupa          | 3  | 1 | 2 | 0 | 7  | 2  | +5   | 5   |
| Barbados           | 3  | 0 | 2 | 1 | 3  | 5  | -2   | 2   |
| Dominica           | 3  | 0 | 1 | 2 | 1  | 11 | -10  | 1   |

| Barbados | 1–1 | Dominica |
| -------- | --- | -------- |
|          |     |          |

| Trinidad și Tobago | 2–0 | Barbados |
| ------------------ | --- | -------- |
|                    |     |          |

| Guadelupa | 2–2 | Barbados |
| --------- | --- | -------- |
|           |     |          |